# Juan Manuel de Rosas
Juan Manuel José Domingo Ortiz de Rozas y López de Osornio (Buenos Aires, 30 marzo 1793 – Southampton, 14 marzo 1877) è stato un militare argentino, governatore di Buenos Aires, equivalente al capo dello Stato all'epoca del suo Paese dal 1829 al 1832 e poi dal 1835 al 1852.

## Biografia
Nato da una famiglia di grandi proprietari terrieri ("estancieros") trascorre i primi anni di vita nella pampa condividendo la vita dei gauchos. Nel 1807, a soli 14 anni, combatté sotto il comando di Jacques de Liniers contro le forze d'invasione britanniche nel Río de la Plata. In seguito, essendo politicamente conservatore, non partecipò alla guerra d'indipendenza argentina.
Dedicò gran parte della gioventù a costruirsi una fortuna diventando un grande proprietario di bestiame nella Pampa, organizzando sulle sue proprietà un esercito personale per combattere gli indios.
La sua carriera politica inizia nel 1820. Quando nel 1826 scoppia la guerra tra federalisti ("federales"), fautori dell'autonomia dei caudillos provinciali, e unionisti ("unitarios"), Rosas si schiera con i federalisti, portando il contributo del suo piccolo esercito personale. Nel 1828 con la deposizione e l'esecuzione da parte degli unionisti del governatore di Buenos Aires, Manuel Dorrego, Rosas diventa il capo dei federalisti, ponendosi alla testa di una sollevazione popolare che trionfò a Buenos Aires e nel resto del litorale, mentre le province dell'interno rimasero nel campo unionista.
La Legislatura di Buenos Aires proclamò Juan Manuel de Rosas Governatore di Buenos Aires l'8 dicembre del 1829, con il titolo di Restaurador de las Leyes e Instituciones de la Provincia de Buenos Aires ("Restauratore delle Leggi e Istituzioni della Provincia di Buenos Aires") e nello stesso atto gli vennero concesse facoltà straordinarie.
Nell'agosto del 1830, il generale José María Paz integrò varie province dell'interno del paese nella Liga Unitaria. Dopo pochi mesi, a gennaio del 1831, Rosas insieme a Estanislao López diede vita al Pacto Federal tra le province di Buenos Aires, Santa Fe e Entre Ríos. Questo patto, che sarà uno dei "patti preesistenti" menzionati nella costituzione della Nazione Argentina, aveva l'obbiettivo di porre un freno all'espansione dell'unitarismo rappresentato dal generale Paz, che cadde il 10 maggio di quell'anno.
Con la sconfitta di Gregorio Aráoz de Lamadrid, avvenuta a Tucumán il 4 novembre da parte di Facundo Quiroga, fu finalmente sconfitto l'unitarismo nell'interno del paese e si poterono aggregare al Pacto Federal le province restanti: Mendoza, Corrientes, Córdoba, Santiago del Estero e La Rioja nel 1831; nel 1832: Tucumán, San Juan, San Luis, Salta e Catamarca.
Dopo la cattura del generale unionista José María Paz, l'interno venne quindi riconquistato e l'Argentina tornò all'unità sotto l'egida di Rosas, Estanislao López e il già citato Juan Facundo Quiroga.

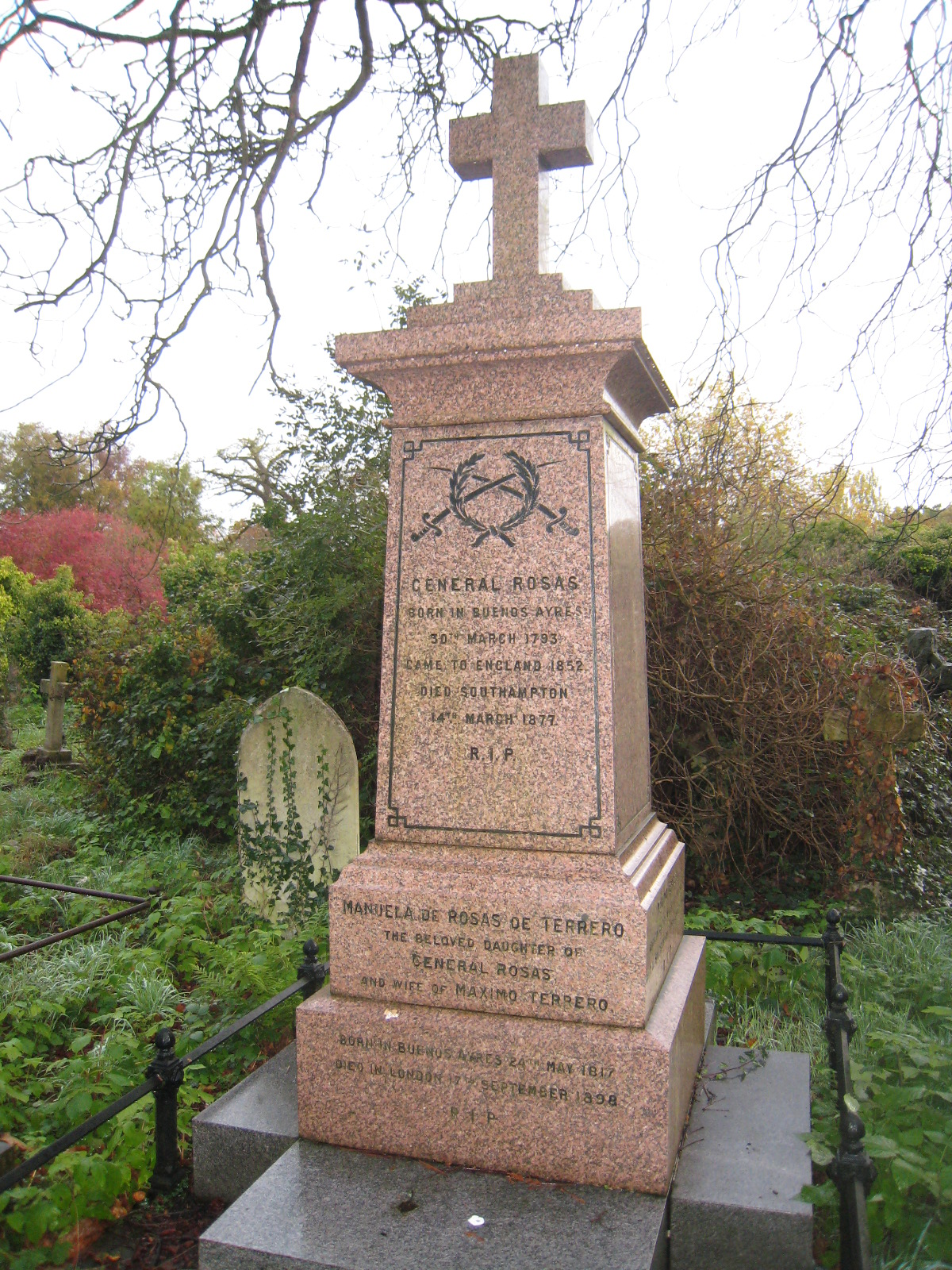
Cenotafio di Rosas al Southampton Old Cemetery

La sua richiesta di pieni poteri insospettì però l'Assemblea provinciale che nel 1832 gli vota contro. Rosas, allora, sistema al suo posto Juan Ramón Balcarce, un suo uomo, pur continuando a controllare la situazione in qualità di capo dell'esercito, ruolo nel quale condusse una dura e spietata campagna contro i nativi americani (1833).
Nel 1835, forte della popolarità conquistata e grazie alla "scomparsa" di molti suoi avversari ottiene nuovamente la carica di governatore, questa volta con pieni poteri. Dovette però fronteggiare il malcontento provocato dal blocco navale della marina francese, e dal conflitto con la Confederazione Perù-Bolivia. Nel 1837 Lavalle, uno dei vecchi capi degli unionisti, con l'appoggio francese riunì un esercito che marciò su Buenos Aires. Rosas riuscì però a trovare un accordo con i francesi ed a respingere i rivoltosi. In questo modo, nel 1842 ottenne un potere assoluto sul territorio nazionale, si autoproclamò "tiranno unto dal Signore per la salvezza della patria" e dissolse la Camera dei Rappresentanti. Appoggiandosi alle masse federaliste (campesinos, gauchos, neri), organizzò il Partito Conservatore Apostolico e mantenne il paese in uno stato di perenne crociata contro gli unitarios, sterminando senza pietà i suoi avversari. Il suo governo dittatoriale ottenne però la stabilità della politica interna, mantenne l'integrità nazionale e favorì la crescita economica.
Rosas intervenne nel conflitto interno uruguaiano, appoggiando Manuel Oribe contro Rivera, arrivando nel 1843 ad assediare Montevideo, alla cui difesa partecipò, per breve tempo, anche Garibaldi.
Il sospetto che volesse trasformare Uruguay e Paraguay in due stati dipendenti dall'Argentina portò all'intervento di francesi e britannici, che bloccarono il porto di Buenos Aires nel 1845 e organizzarono una spedizione per penetrare nel Paraná. Tale spedizione ebbe l'obbiettivo di imporre il libero commercio nel paese, al quale il governatore Rosas era totalmente contrario. Anche se questi interventi non furono in grado di rovesciare il caudillo, il suo governo e i tentativi di difendere l'economia argentina imponendo dazi sulle importazioni, portarono ad un buon sviluppo economico del paese. Nel 1851, Justo José de Urquiza, governatore di Entre Ríos, si sollevò contro Rosas, e con l'appoggio degli unitarios esiliati e dei governi di Brasile e Uruguay, invase Santa Fe, e marciò su Buenos Aires. Lo scontro decisivo avvenne a Caseros il 3 febbraio 1852, alle porte della capitale argentina, dove le truppe rosiste furono annientate e lo stesso Restaurador fu costretto alla fuga.
In seguito alla sconfitta fuggì esule in Inghilterra dove rimase fino alla morte. Nel 1857 il Senato e la Camera dei Rappresentanti argentini lo condannarono a morte, in contumacia. Manuel de Rosas viene definito il Luigi XI della Pampa.
Dopo la sua morte nel 1877, Manuel de Rosas fu seppellito in primo luogo nel cimitero di Southampton, dove rimase per 112 anni. Nell'anno 1989 il suo corpo fu esumato e restituito all'Argentina. Oggi è seppellito nel cimitero della Recoleta di Buenos Aires.